# Consell departamental de l'Ardecha
El Consell departamental de l'Ardecha és l'assemblea deliberant del departament francès de l'Ardecha, a la regió d'Alvèrnia-Roine-Alps. La seu es troba a Privas.

## Composició
El març de 2015 el Consell departamental era constituït per 34 elegits pels 17 cantons de l'Ardecha.
| Partit                              | Sigles | Electes |
| ----------------------------------- | ------ | ------- |
| Majoria (24 escons)                 |        |         |
| Partit Socialista                   | PS     | 13      |
| Divers Gauche                       | DVG    | 9       |
| Partit Comunista                    | PCF    | 1       |
| Partit Radical d'Esquerra           | PRG    | 1       |
| Oposició (10 escons)                |        |         |
| Els Republicans                     | LR     | 4       |
| Divers Droite                       | DVD    | 4       |
| Unió dels demòcrates i independents | UDI    | 2       |

## Presidents
| 1982-1998 | Henri Torre     | UDF |
| 1998-2006 | Michel Teston   | PS  |
| 2006-2012 | Pascal Terrasse | PS  |
| 2012-2017 | Hervé Saulignac | PS  |
| 2017-     | Laurent Ughetto | PS  |